# DEAD SPACE
『Dead Space』（デッドスペース）は、EA Redwood Shoresが開発し、北米でエレクトロニック・アーツから2008年10月14日に発売されたサードパーソン・シューティングゲーム。

## 概要
本作は、謎の事件に巻き込まれた宇宙船において異形の生物との戦いを繰り広げるサードパーソン・シューティングゲームである。手足などの部位破壊に代表される過酷な行為が、演出に留まらずゲームのメカニズムや戦術に組み込まれていることが特徴である。
当初、日本、中国、ドイツで発売禁止になったと発表されたが、後にそれはマーケティング戦略であり、発売禁止になった国はないことが確認された。アジア版のタイトルは『絶命異次元』である。
また、ゲームレビューサイトIGNの"ここ数年で最も怖いゲーム"の第7位に輝いた。
その後、2021年7月23日配信の「EA Play Live」にてリメイク版の発売を発表、2023年1月27日に発売。

## 影響を受けた作品
この作品は、EA Redwood Shoresのメンバーが『バイオハザード4』をリスペクトしていたため、同じような作品を作りたいという熱意の下に製作されており、作品の随所に同作品の要素が込められている。バイオハザード4のディレクターである三上真司は今作をサバイバルホラーゲームとして高く評価している。
また『エイリアン』、『遊星からの物体X』のようなホラー映画の影響も受けている。

## ストーリー
時は26世紀、地球の資源が枯渇し、世界中の国々が宇宙開拓へと乗り出していった。2508年、惑星イージス7で資源を採掘していた採掘艦USG Ishimuraからの救難信号を受け、USG Kellionが調査と復旧のために派遣される。
Kellionのエンジニアである主人公アイザック・クラークは、Ishimura（石村）に勤務していた元恋人ニコルの安否を心配しながら、女性技術士のケンドラ、上級警備員のハモンドらと共にIshimuraに乗り移る。だが、そこで乗組員たちの夥しい数の死体を発見し、さらに醜い姿をした無数のエイリアンに襲われてKellionを破壊され脱出不可能となる。
アイザックはニコルの消息を探るため、そして自らが生き残るために戦うが、やがてこの災厄の根源であるMarkerと呼ばれる遺物の存在にたどりつく。

## 主な登場人物

### Kellionの搭乗員
アイザック・クラーク（Isaac Clarke）
主人公。宇宙船舶担当エンジニア。アメリカ共和国の東海岸地方生まれの43歳。
家族構成は父のポール・クラークと母のオクタビア・クラーク。ポールは建築家であるが業務記録は行政命令で機密扱いとなっていたり、母親は後にユニトロジー教会へ入信し家財を売り払い、遂にはVested-levelランクを購入するという凄まじい家族である。
CEC社（Concordance Extraction Corporation）によって USG Ishimura（石村）の修理のために派遣された。
プレイ中は常にマスクをかぶっており、彼の素顔を見られるのはOPとEDの2回だけである。また、オリジナル版ではセリフが無く、会話をするシーンが無かったが、リメイク版では大幅にセリフが追加された。
「アイザック・クラーク」の名はSF作家のアイザック・アシモフとアーサー・C・クラークに由来する。

ケンドラ・ダニエルズ（Kendra Daniels）
声 - トナンツィン・カルメロ
巨乳な女性技術士。32歳。
アイザックとともにUSG Ishimuraに派遣された。ハッキングなどのネットワーク技術に長けている。意見の違いから同僚のハモンドとしばしば衝突する。さらに、ネクロモーフの襲撃に遭ってからはヒステリックな言動を吐くことも。
実は地球政府側の人間であり、レッドマーカーを回収するように密かに指令を受けていた。

ザック・ハモンド（Zach Hammond）
声 - ピーター・メンサー
アイザックとケンドラの同僚の上級警備員。スキンヘッドの黒人男性。45歳。
どんな時でも冷静な判断を欠かすことがないが、ケンドラにとってはしばしば暴挙とも認識されている。ゲーム序盤は本来の任務であるUSG石村の修理をするために、アイザックとケンドラに指示をするが、次第に状況は絶望的であると認識を変え、彼の行動指針は「チームを艦から生還させること」に変わってゆく。
チェン（Chen）
フルネーム不明なハモンドの部下。階級は伍長。
USGイシムラに突っ込んだUSGケリオンのパイロットで、USGイシムラのフライトラウンジでジョンストンと共にネクロモーフの最初の犠牲者となる。

ジョンストン（Johnston）
フルネーム不明なUSGケリオンの副操縦士であるハモンドの部下。階級はチェンと同じ伍長。
USGイシムラのフライトラウンジでチェンと共にネクロモーフの最初の犠牲者となる。

### Ishimuraの搭乗員
ニコル・ブレナン（Nicole Brennan）
声 - イヤリ・リモン
主人公アイザックの元恋人でUSG石村の上級医務官。
助けを求めるような内容のビデオをアイザックに送っており、それがアイザックをUSG Ishimuraへ赴かせた理由の一つとなっている。アイザックはUSG Ishimuraの惨状に対処しつつ、ニコルを探すこととなる。
アイザックが戦っている際に味方としてあらわれるが、実は後のログでアイザックが到着するかなり前に自殺していたことが明らかになり、ゲーム内で登場する彼女の正体はアイザックを操り自身のアジェンダを進めようとする意図でマーカーにより作られた幻である。
次作『Dead Space 2』でも同じような姿で同情的な敵として登場する。

チャールズ・マーサー（Challus Mercer）
USG Ishimuraに乗船している医学博士だがユニトロジーを信奉する狂信者でもある。
ネクロモーフを「種の進化」と崇め奉り、ネクロモーフの為の人体実験を繰り返す。
作中では様々な手段でアイザックの行動を妨害してくる。

ベンジャミン・マシアス（Benjamin Mathius）
USG Ishimuraの船長であり、後に判明するがユニトロジー信者。
アイザック達がUSG石村に到着し遺体安置所の密封検査室に来た際には既に死亡していた。その後はネクロモーフ化して襲い掛かってくる。
実はテレンスから殺されており、死因は針が眼孔・頭蓋骨を通り前頭葉を貫いた事である模様。

テレンス・カイン（Terrence Kyne）
声 - キース・ザラバッカ
USG Ishimuraに乗船している上級科学研究員かつユニトロジー信者。
ユニトロジーの信者であり亡き恋人の幻覚が見えるなど錯乱気味である。
最悪の結末を回避しようと奔走し、アイザックにもある目的から協力してくれる。

エリザベス・クロス（Elizabeth Cross）
USGイシムラに搭乗していた植物学者の女性。ヤコブは恋人。
「マーカー」と呼ばれる存在がUSGイシムラに積み込まれた後の状況をオーディオログで知れる。
作中では恋人のヤコブ同様に既に殺された無残な姿しか見ることが出来ない。
なお、オーディオログは彼女が働いていた故に植物栽培デッキで多く拾える。

### Ishimuraの人物
ヤコブ・テンプル（Jacob Temple）
USGイシムラで働いていたエンジニアの男性。
恋人のエリザベスを探している。アイザックとはマーサー博士の手に掛かる直前に出会うことになる。
ゲームを進める上で彼の残したオーディオログを集めることになる。

## ネクロモーフ
スラッシャー（Slasher）
人型のネクロモーフ。顔の牙と細長く延びた鎌状の腕が特徴。女性が変異すると細身になる模様。
寄生者の諸々により幾つかのタイプが存在し、標準型、女性型、両脚にプロテクター装備をつけた個体などがいる。
主な攻撃は腕による斬りつけと噛みつきだが、女性の死体が変異したタイプは酸を吐きかけて攻撃してくる。また、距離を取っていてもダッシュで近づいて飛び掛かり攻撃をする。足を破壊するとダクト移動が出来なくなり、這いずりながらアイザックに接近し、瀕死になると死んだふりをすることもある。
弱点は武器でもある両腕であり、切断されると即死する。
なお、体色が黒く変色した亜種がおり「スーパースラッシャー」と呼ばれ、体力及び攻撃力が大幅に増加している。
名前の「Slasher」は「切り裂き魔」の意味があり、名は体を表している。

リーパー（Leaper）
人型の蠍のような姿をしたネクロモーフ。長い両腕と鎌状に変化している両足部分が特徴。
主な攻撃は鎌を縦か横に振り回しての攻撃と押し倒しての噛みつき攻撃。更に両腕移動なのに非常に身軽で機動性があり、無重力空間でもあらゆる方向から襲ってくるが、その一方で旋回は苦手でかなり遅い。また距離を開けても機動性を生かした長距離ジャンプで距離を詰めてくる。
弱点は両腕だが範囲が狭い。また下半身を破壊すると跳躍を防ぐことができる。
体色が黒く変色した亜種がおり「スーパーリーパー」と呼ばれ、体力及び攻撃力が大幅に増加している。
「Leaper」は「跳ぶ人」の意味があり、長距離ジャンプで距離を詰めてくるのが由来。

ラーカー（Lurker）
新生児や胎児の姿をしたネクロモーフ。その見た目と3本の触手が特徴。元は胎児・新生児のクローン用体細胞から作られている模様。
主な攻撃は触手から楔状の弾丸を打ち出しての攻撃と近距離では触手による突き刺し攻撃。非常に身軽であり、天井や壁や無重力空間でもあらゆる方向から襲ってくる。
弱点は背中の触手が収まっている部分及び触手であり、そこを攻撃すれば簡単に倒せる。
名前の由来は「Lurk（隠れて待ち伏せる、潜む、潜んでいる）」に「er（～する人・もの）」を合わせた「隠れ潜むもの」。
体色が黒く変色した亜種がおり「スーパーラーカー」と呼ばれ、体力及び攻撃力が大幅に増加している。
なお、ラーカーを10回蹴っ飛ばして倒すと実績・トロフィーが解除される。

インフェクター（Infecter）
エイのような姿をしたネクロモーフでムササビのような幅広の腕が特徴。
死体に取り付いてスーパースラッシャーやトゥイッチャーに変異させる能力がある（但し、頭部・四肢の5箇所のうち3箇所以上残っているのが条件である模様）。なお、死体がない場合には組み付いて攻撃してくる。
能力も厄介だが、弱点は特にないという点でも厄介である。
なお、死体はその状態で操ることになるため、念入りに死体を損壊しておけば取り付くことができなくなる。
名前の「Infecter」はフランス語で「感染させる」「悪臭で満たす」「汚染する」という意味があり、名は体を表している。

スウォーマー (Swarmer)
ヒルのような姿をした小型の虫系ネクロモーフ。群体で出現するのが特徴。
主な攻撃は一斉に取り付いて体力を奪う。一匹程度なら容易に振り払えるが、集団で取り付かれた場合はあっという間に体力を奪われてしまうため注意が必要である。
なお、プレグナントのお腹から大量に出てきたり、地面に落ちているアイテムボックスからも出現することがある。稀だが他のネクロモーフの体表に張り付いて装甲みたいになってたりもする。
元は蛭や微生物である模様。ちなみに名前は「群れ」の意味を持つ「Swarm」と「er（～する人・もの）」を足した「群れるもの」という意味。

プレグナント (Pregnant)
妊婦のような見た目の背の低いネクロモーフ。大きく膨張した腹部と細長く延びた鎌状の腕が特徴。
主な攻撃は腕による斬りつけ。スラッシャーと比べると動きは鈍重だが、攻撃力は高い。
腹に攻撃を加えると破水しラーカー2体、ディバイダーの分離体の触手、大量のスウォーマーのどれかが出現する。
弱点もスラッシャーと同じく両腕であり、切断されると死亡する(腹部を破壊せず腕切断のみで倒した場合、小型のネクロモーフは出現しない)。
名前の「Pregnant」も「妊娠中」という意味で、見た目から名前がついている。
ちなみに、女性だけでなく男性もプレグナントに変異するが、理由は不明。

ブルート (Brute)
ゴリラのような姿と体躯をした大型ネクロモーフ。極度に硬質化している体の前面部と黄色く変色した部分(肩関節及び背後)が特徴。
移動が素早く、実物のゴリラのようにナックルウォークで突進し、強烈な殴り付け及び体当たり攻撃を繰り出す。また四肢のどれか一つを破壊されると爆発性の物体を腹部から吐き出して攻撃するようになる（キネシスで掴んで投げ返すことが可能）。
弱点は黄色く変色した部分(肩関節及び背後)。ある程度のダメージを与えるとうずくまってしばらく動かなくなり、正面からの攻撃を防ごうとする（背後に回り込んでの攻撃は可能）。
名前の「Brute」はフランス語で「獣のような人」という意味である。
体色が黒く変色した亜種がおり「スーパーブルート」と呼ばれ、体力及び攻撃力が大幅に増加している。なおオリジナル版ではバグによってまさかの二体も現れ、プレイヤーを絶望させた。

ディバイダー (Divider)
長身の人間のような姿をしたネクロモーフ。大きさもだが腕が妙に長く見えるなどのアンバランスさも特徴。
1体に見えるが、5体のディバイダー（頭部のタコ似1匹＋手足の虫系4匹）がUSG Ishimuraの研究員の死体に取り付いて人型になって連動し行動しているとう、群体ネクロモーフである。
弱点自体はないがダメージを与えると分離する。ちなみに足を攻撃すると分離させやすい。
主な攻撃は鉤爪によるひっかき攻撃及び首閉め攻撃。更にタコ似の頭部は触手は一定距離まで近付くと飛びかかって攻撃してくる。
名前の由来は「何かを部分またはグループへ分割する」という意味の英単語「Dividers」から。
アイザックがやられた際の虫似に手足に組み付かれ、タコ似に頭を挿げ替えられプレイヤーを振り向くシーンは作中屈指のトラウマと名高い。

ウィーザー (Wheezer)
背を丸めた正座のような姿勢の人型のネクロモーフ。胴体に融合した手足と背中から張り出すほど巨大化した肺が特徴。
その場から移動せず攻撃も全く行わないが周囲の空気を吸い込んで窒息性の毒ガスを発生させる能力がある。
数回踏みつけ攻撃をするだけでも倒せる体力は虚弱だが、近づいたり倒したりすると援軍が来ることもある。酸素が切れる前に倒したいが援軍が来るため無酸素で戦う羽目になりがち。
名前は「ぜいぜい呼吸する」の意味である「wheeze」に「er（～する人・もの）」を合わせた「ぜいぜい呼吸するもの」という意味。ウィーザーの呼吸時に発する独特の音が由来。
リメイク版ではリバイアサンに捕食されたクルーが毒ガス生成器官として改造された姿とされ、彼等を介してリバイアサン本体へ酵素を打ち込むという展開になっている。

テンタクルス (Tentacles)
巨大なネクロモーフの一部と思われる名前通りの（太い）触手。「掴む触手 (Grab_Tentacle)」と呼ばれる個体もいる。
3か所で突如出現し、アイザックを掴んで巣穴に引きずり込もうとする。一定間隔で叩きつけ攻撃を繰り出す個体と足をつかんでくる個体がいる。足をつかむのは強制戦闘イベントとして存在する個体のみ。
いずれも弱点は変わらず、黄色い瘤状に膨らんでいる部分。
ちなみに巣穴に引きずり込まれるとゲームオーバーだが、三回共に違う死亡シーンが見られる。
なお、テンタクルの攻撃は敵にもあたるため敵を倒すのに使用することもできたり、タイミングを計れば無視することもできたりする。

ガーディアン (Guardian)
肉会に取り込まれ壁に張り付いている見た目のネクロモーフ。6本ある触手も特徴。
守護者の名のごとくリフトや扉の門番として存在する敵で、自身は全く動けないがポッドと呼ばれる肉片を吐き出して攻撃させることが出来る。素通りしようとすると触手で首をはねられて一撃死する。
6本ある触手が弱点。また、近くにある燃料タンクを投げつけて爆破することで即死させられる。
ポッド（Pod）
ガーディアンが生み出す一本の触手の生えた小さな丸い肉塊。
最大出現数は6体で、遠距離では触手から弾丸を発射し、近距離では自爆してくる。
コンセプトアートでは下半身が未発達の胎児や新生児から作られたような見た目をしている。

エクスプローダー (Exploder)
人型のネクロモーフ。爆発性の器官に変異した左手と出現時に発する独特の叫び声が特徴。
爆発させる人の名前通り、接近して左手を叩きつける自爆テロで即死クラスの大ダメージを与えてくる。左手が切り離されると接近して頭突き攻撃を繰り出す。
左手の器官は切断でき、キネシスで掴んで敵にぶつけるという攻撃方法が可能である。また、Stasisで止めて脇をすり抜けて反応させれば勝手に自爆させることが出来る。

トゥイッチャー (Twitcher)
救助軍艦USM Valor隊員の死体を基にしたネクロモーフ。鉤爪状に変化した両手と常に痙攣しているのが特徴。
主な攻撃は接近しての引き裂き攻撃と腕がない場合の頭突き。目にも留まらぬ速さで人体を両断する即死攻撃もある（両断された後にアイザックの下半身が2、3歩動くほど）。生前身に付けていたステイシスモジュールの機能が暴走から反作用となり、高速で移動する能力を得た（その為かStasisにも耐性があり一瞬で解除することがある）。その為か足を無くしても両手で素早く移動可能。更に素早いサイドステップでこちらの攻撃を回避することもある。
腕を切断しても即死せず、手足全てを破壊することで倒せる。
名前は「痙攣する」という意味の「twitch」に「er（～する人・もの）」を足した「痙攣するもの」という意味である。

ハンター (Hunter)
人型のネクロモーフ。見た目こそスラッシャーに似ているが体格が良く力強い。
その正体はマーサー博士が人体実験の果てに生み出した言わば「人造ネクロモーフ」である。
攻撃もスラッシャーと同じだが、人為的改良により強力な再生機能を有しているため、何度四肢を破壊しても復活する（しかも再生中は無敵）。その為、実質不死身である二段階あるイベントでしか倒せない。
名前の「Hunter」は「狩りをするもの」という意味である。

リバイアサン (Leviathan)
超巨大ネクロモーフ。肉花から触手の生えた見た目をしている。
3本の触手による叩きつけ攻撃と、中央部の口から爆発性の物体を５連続で吐き出して攻撃する。但し、一定のダメージを与えると同時攻撃になる。
弱点は触手三本を切った後に攻撃できる真ん中の黄色い部分。リバイアサンが吐き出した物体もしくは辺りに浮いてる爆発物を投げつけるとダメージが与えられる。
元は宇宙空間を漂流していたネクロモーフ。ネクロモーフがUSG Ishimuraの水耕栽培区に漂着及び侵入し、食糧貯蔵庫の肉に宿り備蓄食糧を吸収、触手で肉を広げ1万トンもの大きさに成長したもの。
名前の「Leviathan」は『旧約聖書』の「ヨブ記」41章に出てくる怪獣の名前。また神を除いたこの地上において最強のものを象徴した言葉でもある。また可算名詞で「巨大なもの」という意味もある。

スラグ (Slug)
超巨大ネクロモーフ。肉のドーム状の形で5本の触手を有する。
手近にある船の残骸（鉄塊や燃料タンクなど）を手当たり次第に投げつけて攻撃する。
弱点は複雑に動く触手の黄色い部分。
USG Ishimuraの船体に張り付いているため、デブリ迎撃用のキャノン砲を使用しての戦闘になる。

ハイブマインド (Hive Mind)
本作のラスボスでネクロモーフをテレパシーで操る能力を持つ親玉。
正体は200年前にイージス7で行われたマーカー実験により偶然産み出された超巨大生命体。
かつては危険性によりマーカー共々地中に埋められ封印されていたが、CECの違法採掘により目を覚ました。
触手による叩きつけ攻撃を繰り出し、弱点の破壊に失敗すると口からプレグナント2体やや爆発性の物体Podを吐き出す。
弱点は５つある口の周りの黄色い部分。
名前の「Hive Mind」は「集合意識」や「集合精神」の意味を持つ。

## 特徴

### 部位切断
このゲームに登場する敵は「ネクロモーフ」（Necromorph）と呼ばれる変異生命体であり、その大半に対しては、胴体や頭部への攻撃ではあまりダメージを与えられない。
その一方で、脚や腕、触手などへの攻撃はその部位を破壊・切断でき、これにより攻撃力や移動速度を削ぐことができるだけでなく、胴や頭部より大きなダメージを与えられるように設定されている。したがって、これらの部位を狙って攻撃することで戦いを有利に進められるという戦術要素が盛り込まれている。
ただし、脚や腕のどちらかを切断しただけでは倒せない場合が多く、「主人公を殺すまでどこまでも追い続ける」AIにより、ジャンプや這いずりなどで追ってくるほか、主人公が隣の部屋に逃げても通気口を通って襲ってくることがある。
部位破壊の対象となるネクロモーフは、人間の死体が変化したものではあるものの、人間性を失った異形の怪物として描かれている。ただし、船内に遍在する乗組員の死体に対しても攻撃が可能であり、しかも死体がネクロモーフに変貌するケースがあるため死体をあらかじめ損壊しておくと有利になることがある。

### 臨場感
ゲームであることを意識させず、まるで自分がそこにいるような臨場感あるプレイが楽しめるような配慮が、随所に徹底されている。
ゲージ類表示
多くのゲームに見られるような体力やスコア等の画面表示（HUD）は廃されており、体力ゲージや後述の酸素残量、ステイシスゲージが主人公のスーツ上に表示されるという斬新かつ違和感のないものとなっている。残弾数は武器を構えた際にホログラムで小さく表示される。
ローディング
ドアロックのハッキング、エレベータやトラムでの移動中などのシーンを利用して巧みにデータローディングが行われる仕様となっている。「Now Loading...」などの表示でゲーム進行が途切れることがなく、またドアが開くまでの微妙なローディング時間が逆に緊張感を生む。
リアルタイム進行
仲間との交信やアイテム（インベントリ）選択画面、ミッション説明、ボタン操作説明など、ゲームに必要な情報は全てホログラムで空中に表示され、この間もゲーム内の時間進行は止まらない。したがって、主人公が交信やアイテム操作をしている間もゲームの進行が一時停止（ポーズ）することはなく、敵や可動設備などは動き続けており、プレイヤーは常に緊張を強いられることとなる。
ゲームオーバー
敵のおぞましい描写もさることながら、主人公のゲームオーバー場面が凄惨に描かれるのも本作の特徴である。体力ゲージが失われて敵に切り刻まれるだけでなく、酸素残量ゼロで窒息、無重力ジャンプ失敗で宇宙空間に飛び出す、故障したドアで切断される、エイリアンに頭部を乗っ取られる、など即死のパターンも含めて相当な数の死亡シーンが用意されており、プレイヤーの恐怖心をさらに煽る。

### 無重力空間と真空エリア
ゲームを進めると、しばしば死体や機械などが浮遊する無重力空間で行動する場面に遭遇する。無重力空間では床・壁・天井の区別がなくなり、ジャンプで飛び移って壁や天井に「着地」し歩くことができるが、ジャンプの方向を誤ると宇宙空間に飛び出してしまうこともある。
また隔壁が損傷しているエリアや船外を移動しなければならないエリアは、ほとんど音の聞こえない真空となっている。主人公のスーツには酸素供給装置が装備されているが、装置が表示する制限時間が尽きる前に真空エリアから出るか、特定アイテムや船内設備で酸素を補給しないと、即座にゲームオーバーとなってしまう。さらに、真空中でも敵は活動可能だが、空気中と違って敵の接近を知らせる物音や叫び声が聞こえにくいため、集中したプレイを要求される。毒ガスで満たされた特定エリアについても真空と同様に扱われる。

### ストアと強化システム
宇宙船内にはストア（STORE）と呼ばれる自動販売設備が点在しており、ゲーム中に取得したクレジット（CREDIT）を消費してアイテムを購入したり、不要なアイテムを売却あるいは保管したりできる。また船内の各所で入手できる設計図（Schematics）を与えることで、キーアイテム以外の武器や弾薬、回復アイテム、スーツなどほとんどのアイテムを購入できるようになる。
宇宙船内にあるワークベンチ（BENCH）では武器や装備の性能を強化することができる。船内各所で拾ったりストアで購入したりすることで入手できるPower Nodeを、ワークベンチ上に表示されるすごろく風の回路に埋め込んでいくことで、武器の射程や威力を強化する。また武器だけでなく後述の「ステイシス」「キネシス」「リッグ」も強化可能。Power Nodeは10,000クレジットと大変高価なアイテムであり、取得数も限られているため、どのような強化を行うかがゲームの攻略上重要な要素となってくる。
ストアとワークベンチでの表示も全てホログラム表示であり、操作中もゲーム内の時間進行は止まらない。つまり操作中であっても敵の襲撃を受ける危険性がある。

## 装備

### 武器
本作の舞台であるUSG Ishimuraは採掘船であり、戦闘を前提とした武装がないため、採掘作業用の工具を武器として使っていくことになる（パルスライフルのみ警備用の武器）。全ての武器には通常のショットとは異なる性質を持つ「セカンダリ」という機能がある。
Plasma Cutter（プラズマカッター）
最初に入手する武器で、ハンドガンのような形状・性能を持つ小型工具銃。弾の名称はPLASMA ENERGY。一定の幅をもったプラズマの刃を高速で飛ばして攻撃する。非常に使い勝手が良く、この武器だけで全編を乗り切ることも可能で、実際に「Plasma Cutterのみを使ってゲームをクリアする」という条件の実績やトロフィー（特定の条件をクリアしたという証拠）が存在する。セカンダリは攻撃ではなく、発射角度（銃口）を90度回転させる。発射角度を縦と横に変えることで切断方向を変更することが出来、敵の位置と部位の角度に合わせて銃口の向きを替えることであらゆる状況に対応できる。
Pulse Rifle（パルスライフル）
兵士や警備員が使用する標準的なライフルで、本作中唯一の正式な武器。弾の名称はPULSE ROUNDS。いわゆるアサルトライフルやマシンガンに相当する武器で、トリガーを引き続けている間弾を連射する。他の武器がある程度広範囲に有効なのに対し、パルスライフルは点での着弾となるので、正確な狙いが求められる。1発ごとの威力は他の武器に比べて低いものの、本作随一の連射力と射程が利点であり、部位破壊も可能である。セカンダリは上下に展開した銃身を高速回転させて行う全方向攻撃で、背後から襲われた際には有効だが、狙いをつけられないため一時的な回避にしか使えず、姿勢の低い敵には当たらない。
リメイク版ではセカンダリが弾を25発消費して敵が近づくと起爆する近接地雷を投射するものへと変更された。敵に直撃させれば即座に起爆も可能。
Line Gun（ラインガン）
横長の弾を発射する、大型資材の切断に用いられる工具。弾の名称はLINE RACKS。弾速は遅く、プラズマカッターとは違って弾の広がりは横だけだが、威力が高く範囲も広いため部位破壊を狙いやすい。また貫通するため一度に複数の敵を倒すことができる。しかし所有できる弾数が少なく、リロードに時間を要する。セカンダリは一定時間の経過または直撃で炸裂するプラズマ塊を作り出し、地面や壁に貼り付ける。広範囲にダメージを与えることができるが、近くにいると自身もダメージを受け、吹き飛ばされる。
リメイク版ではセカンダリが地雷を射出するものへ変更されている。これは『2』のデトネーターに近いが高威力のレーザーを一定時間発振し続ける物になっており、防衛戦や耐久戦で真価を発揮する。
Ripper（リッパー）
近距離に射出した小型の丸鋸を滞空させた状態で回転させ、一定時間継続してダメージを与え続ける資材の切断に用いられる工具。弾の名称はRIPPER BLADES。射程がごく短いため扱いが少々難しいものの、当て続けることができれば多くのダメージを与えることができる。セカンダリは丸鋸を滞空させず弾薬のように射出する。速度が速く貫通するため、遠距離の敵にも有効な武器である。射出した丸鋸は跳弾し複数の敵にも当たるが、自分にも当たるので狭い場所などでの使用は注意が必要である。
Flamethrower（フレイムスロワー）
火炎放射器。放射すると敵に火炎が付き継続ダメージを与える、金属の溶接などに用いられる工具。弾の名称はFLAME FUELS。セカンダリは弾を10発消費し、一定時間燃え続ける炎を撃ち出す。炎を当て続ければ部位破壊は可能だが、射程の短さや弾速の遅さなどの短所が多い上、燃えている炎に主人公が触れてしまうとダメージを受ける。また真空エリア内で使用できないという欠点をもつ。
Force Gun（フォースガン）
ショットガンのように、近・中距離へ衝撃波を発する武器。弾の名称はFORCE ENERGY。接近してきた敵を吹き飛ばしわずかではあるが動きを封じるので、弾薬さえ許せばいわゆる「ハメ殺し」も可能。ただし弾薬の拾える単位が3発ずつと少なく、装弾数も多くない。射程が非常に短いため、かなり接近しなければダメージを与えにくい。セカンダリは、グレネード弾を打ち出し、一定時間経過または直撃で爆発する。ラインガンのセカンダリと同様に、近くにいると自身もダメージを受け、吹き飛ばされる。
リメイク版ではセカンダリが着弾地点に重力場を生み出し近くの敵を引き寄せるものに変更された。
Contact Beam（コンタクトビーム）
溜め撃ちにより高エネルギー弾を発射する、攻撃力に特化した武器。弾の名称はCONTACT ENERGY。チャージが必要なため、素早い攻撃ができない。また、単発式のため多数の敵との戦闘には向かない武器である。しかし、ボスの弱点を1発で破壊できるほどの高い威力を誇る。セカンダリは銃身を足下へ向けて発射し、その衝撃波でプレイヤーを中心に全包囲攻撃を行うものだが、威力がかなり低い。
リメイク版で最も大きく変更されており、溜め撃ちがセカンダリとなり、通常攻撃は低威力の掘削用ビームを照射する設定に忠実なものとなっている。

### 能力
STASIS（ステイシス）
序盤で「STASIS MODULE」を入手すると、ステイシスゲージを消費して敵や障害物の動きをスローにできるようになる。ステイシスゲージはマップ各所に設置されている設備か、アイテム「STASIS PACK」で回復可能。またワークベンチでモジュールを強化すると、効果時間の延長やゲージ消費量の低減ができる。敵の中には、もともと身につけていたステイシスモジュールが暴走し、尋常でない速度を獲得したものも存在する。
KINESIS（キネシス）
「KINESIS MODULE」を入手すると、離れた物体を掴んだり、引き寄せたり、吹き飛ばしたりすることが可能になる。バッテリーをはめこんだり、障害物を取り除いたりするなど、ゲーム進行上必要不可欠な能力。掴んだ物を敵に投げつけて攻撃したり、離れた場所にあるアイテムを手元に引き寄せたりもできる。ゲージはなく無制限に使用できる。スラッシャーなどの爪はかなり攻撃力が高い武器とすることが出来、ゲーム中盤までは殆どの敵を一撃で倒せるほどである。吹き飛ばし効果も強く、ネクロモーフを背後の壁に磔にできる。

### スーツ
SUIT（スーツ）
設計図（Schematic）を取得することで、船内のストアで防御力に優れた上位のスーツを購入することができる。通常プレイではレベル5スーツまでアップグレードが可能。ゲームを1度クリアした後は、特典としてレベル6スーツが入手できる。
INVENTORY（インベントリ）
上位のスーツではアイテム保持領域が大きくなっており、より多くのアイテムや弾薬を所持することができるようになる。初期のレベル1スーツの保持可能数は「10」で、複数の武器や弾薬を持ち歩こうとするとすぐに一杯になってしまうが、レベル5スーツでは「25」まで増加する。ゲーム後半は大量の弾薬を消費する激戦となるため、スーツのアップグレードは攻略上欠かせない。
RIG（リッグ）
主人公の背中に装備されている装置。武器などと同じようにワークベンチでPower Nodeを消費して強化すると、主人公の耐久力（HP）や酸素供給時間の上限を増やすことができる。

## 用語集
マーカー
200年前に地球で発見された宇宙人が作り出したとされる螺旋状の石碑のような遺物。本作で登場するマーカー（レッドマーカー）はオリジナル（ブラックマーカー）を基にしたコピーとされており、周囲にいる人間に対して精神症状（幻覚、認知障害、抑うつ）を引き起こす。
ユニトロジー
マーカーの存在を告発し暗殺された科学者であるマイケル・アルトマンを信仰し「死と転生」を標榜する宗教団体。200年前に発見されたブラックマーカーを崇めており、信奉者は大企業の幹部や政治家にも多数存在している。
その実態は地球政府がアルトマンの名声を利用してマーカー研究予算を集める為に創設したものであるが、全人類のネクロモーフ化を掲げる終末論で上層部が汚染され制御不能となっている。
イージス7
イージス星系に所属する地球から数百光年の彼方にある惑星。大量のレアメタルが埋蔵されており、CECによる採掘が行われている。
過去にマーカーを用いた実験で事故が発生して以来封鎖されていたが、実験にマーカーが使われた事を知ったユニトロジーによりイシムラが送り込まれた。
USG Ishimura（石村）
イージス7に派遣されたCEC所属の鉱石採掘船。全長1.3キロに及ぶCEC採掘艦隊の旗艦。名前の由来はワープ技術を開発した技術者から来ている。
CEC
深宇宙での鉱物の採掘を主とする企業。地球圏でも有数の大企業であり、アイザックやハモンドも本企業の社員である。

## 構成
12チャプターから成る。チャプターの頭文字を取って並べると、「NICOLE IS DEAD」という言葉になる。
- Chapter01 : New Arrival
- Chapter02 : Intensive Care
- Chapter03 : Course Correction
- Chapter04 : Obliteration Imminent
- Chapter05 : Lethal Devotion
- Chapter06 : Environmental Hazard
- Chapter07 : Into the Void
- Chapter08 : Search and Rescue
- Chapter09 : Dead on Arrival
- Chapter10 : End of Days
- Chapter11 : Alternate Solutions
- Chapter12 : Dead Space

クリア後、同難易度であれば全ての武器、能力などを引き継いでプレイすることができる。
本作はシングルプレイヤー専用で、マルチプレイヤーモードは提供されない。続編の『Dead Space 2』ではマルチプレイヤーモードが追加されている。

## 不正コピー防止ソフト問題
エレクトロニック・アーツではWindows PC向けゲームに対し、ソニーが開発した不正コピー防止ソフト「SecuROM」を採用しており、本作のPC版にもこのソフトウェアが含まれている。
ゲーム本体をインストールした際には「SecuROM」も秘密裏にインストールされ、ユーザーから見えない形で常に動作している。インターネット経由で認証を行い、3回ないし5回以上のゲームのインストールを拒否する。
ゲームをプレイしていない時にもバックグラウンドで稼動し、PCの処理能力が低下する、iPodやUSBメモリなどの周辺機器が使用不能になる、などの不具合を引き起こす事態が指摘されている。また「SecuROM」はゲーム本体をPCから削除した後も常駐し続け、通常の手順で削除はおろか、Windows自体をクリーンインストールしても完全な削除は不可能である。
アメリカのカリフォルニア州では、「SecuROM」の組み込まれたゲームを購入したユーザーが、「SecuROM」をPCから削除できずに不利益を被ったとして、エレクトロニック・アーツに対して集団訴訟を起こしている。
エレクトロニック・アーツは「SecuROM」に関連した対応として、「SecuROM」がPCへのインストールを認証する回数をリセットし、再インストールを可能とするツール「EA De-Authorization Tools」をリリースした。

## その他
本作の開発に参加していたベン・ジョンソンによると、無重力バスケットボールのミニゲームが存在するが、コンテンツをロックする2週間前に再現性の低いハードクラッシュを引き起こすようになってしまった。コードを完全に書き直したが、結局のところなぜ安定して動作しているのかはわからないままだったという。